# 任市镇
任市镇，是中华人民共和国四川省达州市开江县下辖的一个乡镇级行政单位。2019年12月，撤销靖安乡、新街乡，将原靖安乡和原新街乡所属行政区域划归任市镇管辖。

## 行政区划
任市镇下辖以下地区：
新康社区、和平社区、凉风垭村、红旗桥村、黄瓜店村、观音阁村、新庙村、高桥坝村、花朝门村、响水滩村、龙王沟村、三清庙村、奚家坝村、黄泥榜村和万年庙村。